# Naissance en 1267
Naissance
- 1263
- 1264
- 1265
- 1266
- 1267
- 1268
- 1269
- 1270
- 1271

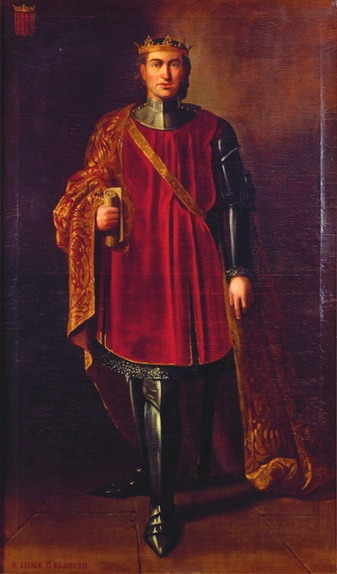
Jacques II d'Aragon, né en 1267.

Cette page dresse une liste de personnalités nées au cours de l'année 1267 :
- 10 août : Jacques II d'Aragon, roi de Sicile, puis roi d'Aragon, comte de Barcelone et roi de Valence.
- 17 décembre : Go-Uda, 91e empereur du Japon.

- Giotto, peintre et architecte italien.
- Henri Ier de Brunswick-Grubenhagen, dit  der Wunderliche (Mirabilis), duc de Brunswick-Lunebourg et prince de Grubenhagen.
- Jean Ier de Namur, comte de Namur.
- Kamāl al-Dīn al-Fārisī, physicien, mathématicien et savant musulman persan.

date incertaine (vers 1267)
- Gautier II d'Enghien, chevalier brabançon, seigneur d'Enghien, avoué de Tubize.
- Rainier Ier, premier seigneur de Monaco.